# الحجا (وشحة)

تعديل مصدري - تعديل

الحجا هي إحدى قرى عزلة بنى سعد بمديرية وشحة التابعة لمحافظة حجة، بلغ تعداد سكانها 242 نسمة حسب تعداد اليمن لعام 2004.